# Autoroute A27 (Pays-Bas)
Pour les articles homonymes, voir A27.
L'autoroute néerlandaise A27 (en néerlandais Rijksweg 27) est une autoroute des Pays-Bas. Reliant Bréda et Almere, elle a une longueur de 109 km.

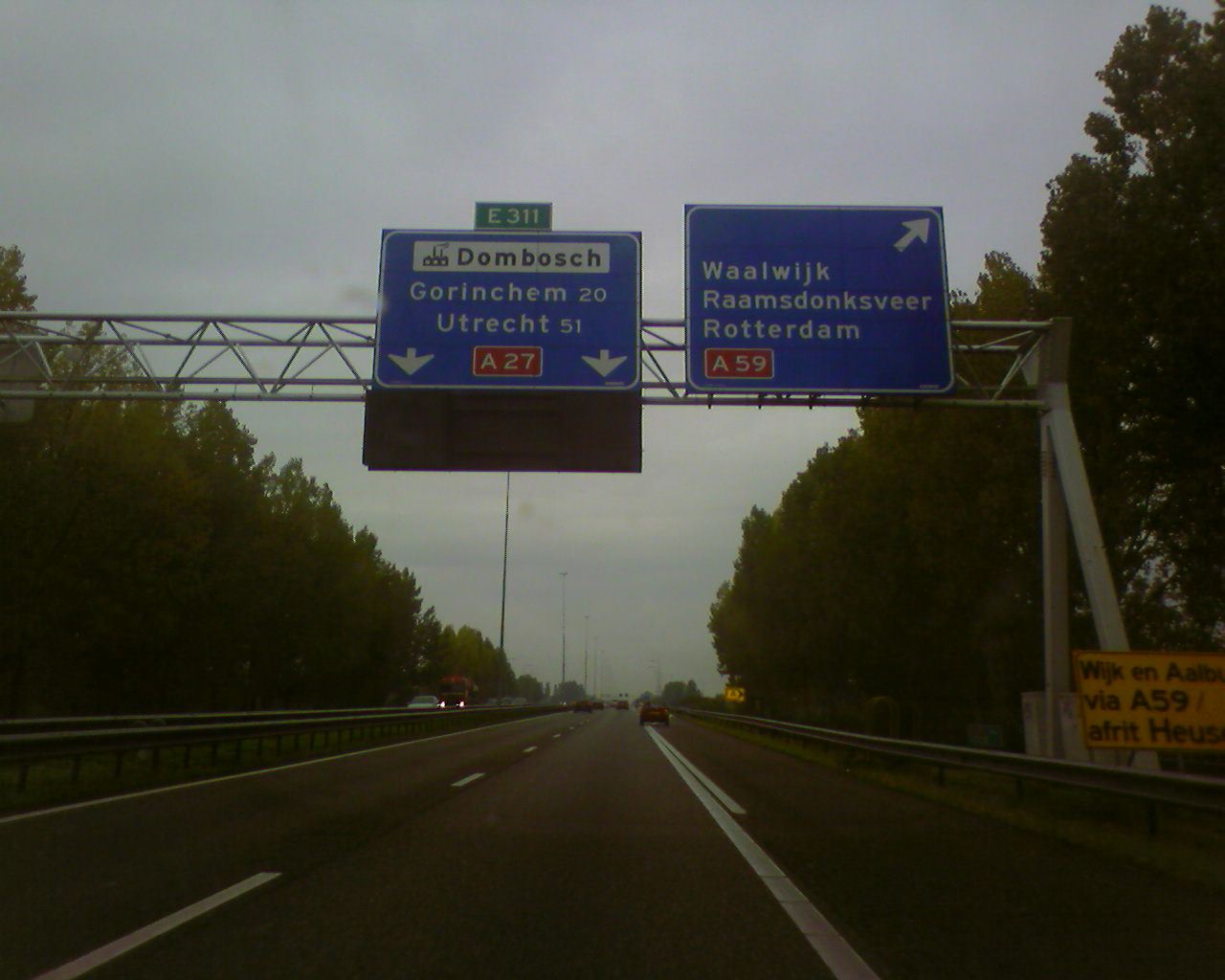
Échangeur de Hooipolder

Cette autoroute constitue une liaison important entre le nord, le centre et le sud-ouest du pays. Elle commence près de Bavel sur l'échangeur de Sint-Annabosch avec l'A58, passe à Bréda, Gorinchem, Utrecht et Hilversum, pour s'arrêter près d'Almere sur l'échangeur avec l'A6.
La partie entre Huizen et Almere est le tronçon le plus récent de l'autoroute : il date de 1999. Sur un tronçon, l'A27 forme la route périphérique sud et est de la ville d'Utrecht. Les ponts sur le Lek à Hagestein et sur la Merwede à Gorinchem sont les deux points noirs de cette autoroute, qui engendrent souvent des embouteillages. Un deuxième pont sur la Merwede ainsi que la restructuration de l'échangeur de Gorinchem sont à l'étude.